# UTC+12:00
UTC+12:00 est un fuseau horaire, en avance de 12 heures sur UTC.

## Zones concernées

### Toute l'année
UTC+12 est utilisé toute l'année dans les pays et territoires suivants :
- États-Unis : Wake ;
- Fidji ;
- France :  Wallis-et-Futuna.

- Kiribati :
  - Îles Gilbert ;
  - Banaba.

- Îles Marshall ;
- Nauru.

- Russie (zone 11) :
  -  Tchoukotka ;
  -  Kraï du Kamtchatka.

- Tuvalu.

### Heure d'hiver (hémisphère nord)
Aucune zone n'utilise UTC+12 pendant l'heure d'hiver (dans l'hémisphère nord) et UTC+13 à l'heure d'été.

### Heure d'hiver (hémisphère sud)
Les zones suivantes utilisent UTC+12 pendant l'heure d'hiver (dans l'hémisphère sud) et UTC+13 à l'heure d'été, du premier dimanche d'avril au dernier dimanche de septembre, :
- Antarctique :
  - Amundsen-Scott ;
  - McMurdo.

- Nouvelle-Zélande (hors îles Chatham).

### Heure d'été (hémisphère nord)
Aucune zone n'utilise UTC+12 pendant l'heure d'été (dans l'hémisphère nord) et UTC+11 à l'heure d'hiver.

### Heure d'été (hémisphère sud)
Les zones suivantes utilisent UTC+12 pendant l'heure d'été (dans l'hémisphère sud) et UTC+11 à l'heure d'hiver :
- Australie :  Île Norfolk[3].

### Résumé
Le tableau suivant résume la répartition du fuseau horaire sur les terres émergées :
| Utilisation                               | Superficie (km²) | Population (hab.) | Densité (hab./km²) | Pays/Territoires |
| ----------------------------------------- | ---------------- | ----------------- | ------------------ | ---------------- |
| UTC+12 toute l'année                      | +2 250 000,      | +0760 000,        | +0,3               | +7,              |
| UTC+12 en été, UTC+11 en hiver (hém. sud) | +00 00035,       | +0002 300,        | +067,              | +1,              |
| UTC+12 en hiver, UTC+13 en été (hém. sud) | +0286 000,       | +5 263 000,       | +018,              | +2,              |
| Total                                     | +2 535 000,      | +6 030 000,       | +2,3               | +10,             |

## Caractéristiques

### Géographie
UTC+12 est en avance de 12 heures sur UTC. Il correspond à peu près à l'heure solaire moyenne du 180e méridien. Théoriquement, le fuseau devrait concerner des lieux à l'ouest du méridien, ceux à l'est étant concernés par UTC−12:00. Pour des raisons pratiques, les pays utilisant ce fuseau horaire couvrent une zone bien plus étendue.
La ligne de changement de date passe en partie à l'est d'UTC+12, mais il existe trois fuseaux horaires possédant un décalage supérieur à UTC+12 : UTC+12:45/UTC+13:45, UTC+13:00 et UTC+14:00. Traverser la ligne de changement de date n'aboutit à UTC−12:00 (un décalage de 24 h exactement) qu'en haute mer (les îles Baker et Howland sont inhabitées). Les zones qui se situent à l'est de UTC+12 avec un décalage négatif par rapport à UTC (en dehors des eaux internationales) sont UTC−11:00 (Niue), UTC−10:00 (îles Aléoutiennes, Hawaï) et UTC−09:00 (Alaska).
Le point le plus oriental utilisant le fuseau horaire est l'île russe de Grande Diomède (169° 01′ Ouest), au milieu du détroit de Béring, largement à l'est du 180e méridien. Réciproquement, le point le plus occidental est situé dans l'oulous de Momsk (138° 41′ Est), en république de Sakha. De fait, certaines parties de Russie utilisant UTC+12:00 sont à la même longitude que d'autres parties du monde utilisant UTC+09:00, un décalage de 3 heures.
Dans l'Antarctique, les bases McMurdo et Amundsen-Scott utilisent le fuseau horaire de la Nouvelle-Zélande, étant ravitaillées par ce pays. Elles utilisent donc UTC+13 à l'heure d'été. Il s'agit donc des premiers endroits apercevant le soleil lors d'une nouvelle année, celui-ci étant levé à minuit à ce moment-là.

#### Solstices
Au solstice de juin, les horaires de lever et de coucher de soleil sont les suivants :
- Anadyr (Russie, 177° 31′ E) : Lever à 1 h 28, zénith à 12 h 12 et coucher à 22 h 56 ;
- Delap-Uliga-Darrit (Îles Marshall, 171° 23′ E) : Lever à 6 h 21, zénith à 12 h 36 et coucher à 18 h 51 ;
- Funafuti (Tuvalu, 179° 08′ E) : Lever à 6 h 18, zénith à 12 h 5 et coucher à 17 h 53 ;
- Grande Diomède (Russie, 169° 03′ O) : Lever à 23 h 47 (la veille), zénith à 11 h 29 et coucher à 22 h 49 ;
- Khonuu (Russie, 143° 13′ E) : Lever et coucher au soleil de minuit et zénith à 14 h 29 ;
- Magadan (Russie, 150° 47′ E) : Lever à 4 h 41, zénith à 13 h 59 et coucher à 23 h 17 ;
- Mata-Utu (Wallis-et-Futuna, 176° 10 O) : Lever à 6 h 7, zénith à 11 h 47 et coucher à 17 h 26 ;
- Petropavlovsk-Kamtchatski (Russie, 158° 39′ E) : Lever à 5 h 1, zénith à 13 h 27 et coucher à 21 h 53 ;
- Tarawa-Sud (Kiribati, 173° 07′ E) : Lever à 6 h 24, zénith à 12 h 29 et coucher à 18 h 34 ;
- Wake (États-Unis, 166° 36 E) : Lever à 6 h 18, zénith à 12 h 55 et coucher à 19 h 33 ;
- Yaren (Nauru, 166° 55′ E) : Lever à 6 h 53, zénith à 12 h 54 et coucher à 18 h 56.

Au solstice de décembre : 
- Suva (Fidji, 178° 26′ E) : Lever à 5 h 29, zénith à 12 h 4 et coucher à 18 h 40 ;
- Wellington (Nouvelle-Zélande, 174° 47′ E) : Lever à 6 h 46, zénith à 12 h 19 et coucher à 19 h 52.

### Identifiants
Dans la tz database, les identifiants concernés par UTC+12:00 sont :
- Antarctica/McMurdo ;
- Antarctica/South_Pole ;
- Asia/Anadyr ;
- Asia/Kamchatka ;
- Asia/Magadan ;
- Pacific/Aukland ;
- Pacific/Fiji ;
- Pacific/Funafuti ;
- Pacific/Kwajalein ;
- Pacific/Majuro ;
- Pacific/Nauru ;
- Pacific/Tarawa ;
- Pacific/Wake ;
- Pacific/Wallis.

## Historique

### Îles Marshall
Les bases militaires des États-Unis situées sur les atolls de Kwajalein, Eniwetok et Bikini des îles Marshall sont dans le passé à UTC−12:00, pour avoir le même jour civil que leur centre de contrôle sur le continent américain. Kwajalein avance de minuit vers UTC+12 en sautant le 21 août 1993. Eniwetok et Bikini avancèrent probablement avant, lorsque les États-Unis quittèrent les bases[réf. nécessaire]. L'atoll de Bikini est inhabité depuis la fin des années 1970.

### Île Norfolk
L'île Norfolk introduit l'heure d'été le 6 octobre 2019, passant à cette date d'UTC+11:00 à UTC+12:00. Avant cette date, l'île était toute l'année dans le fuseau horaire UTC+11:00.

### Nouvelle-Zélande
Le 2 novembre 1868, la Nouvelle-Zélande adopte une heure standard nationale, probablement le premier pays à le faire. Elle est basée sur la longitude 172° 30′ est, 11 heures et demie en avance sur GMT. En 1941, les horloges sont avancées d'une demi-heure, conduisant à un décalage de 12 heures en avance sur GMT. Ce changement est rendu permanent en 1946 par le Standard Time Act 1945, l'heure moyenne du 180e méridien devenant la base pour l'heure néo-zélandaise.

### Russie

Fuseaux horaires de la Russie ; UTC+12:00 est indiqué en rouge foncé, à l'extrême est.

Le 28 mars 2010, le kraï du Kamtchatka et la Tchoukotka passent à l'heure de Magadan : initialement situé à UTC+12 en hiver et UTC+13 en été, ils reculent d'une heure, à UTC+11 en hiver et UTC+12 en été.
Le 27 mars 2011, toute la Russie abandonne l'heure d'hiver : au lieu de passer d'UTC+11 en hiver à UTC+12 en été, toute la zone est fixée à UTC+12.